# Presidente de Ghana
El presidente de Ghana (oficialmente presidente de la República de Ghana) es el jefe de Estado y de gobierno de la República de Ghana, comandante en jefe de las Fuerzas Armadas de Ghana. El actual titular es John Mahama, quien asumió el cargo el 7 de enero de 2025.

## Historia
El 6 de marzo de 1957 la colonia británica de Costa de Oro obtuvo la independencia y, siguiendo el modelo británico, se transformó en el Dominio de Ghana con Isabel II como jefa de Estado, y representada a través de un gobernador general. Esta situación se mantuvo hasta el 1 de julio de 1960 cuando el país se transformó en una república.
El primer presidente Kwame Nkrumah, que anteriormente había ejercido como primer ministro durante el periodo monárquico, hizo virar el país hacia el socialismo y el africanismo, lo que motivó un golpe de Estado contra él en 1966.
Desde 1966 a 1993 la república pasó por un periodo de inestabilidad y gobiernos militares. La Segunda República (1966-1979) vivió un período militar hasta 1969 cuando se nombró un gobierno civil, pero se mantuvo solo hasta 1972, cuando los militares volvieron al poder. La siguiente etapa estará dominada por la figura de Jerry Rawlings, quien mediante un golpe devuelve el poder a un presidente civil para nuevamente, en 1981, dar un golpe de Estado y gobernar hasta 1993.
La actual cuarta república, establecida en 1993, se inicia con la presidencia de Rawlings, ahora como civil y líder del Congreso Nacional Democrático. La presidencia durante este periodo democrático, el más largo de la historia de Ghana, ha sido ocupada de forma alternativa por miembros del partido socialdemócrata del Congreso Nacional Democrático y el conservador Nuevo Partido Patriótico.

## Elección
La constitución de Ghana de 1996 establece que el candidato a presidente debe ser ghanés de nacimiento, tener 40 años y estar en plenas facultades políticas para ser elegido miembro del parlamento (artículo 62). Las elecciones presidenciales deberán ser en un plazo entre cuatro y un mes antes de que expire el mandato presidencial (artículo 63).

## Mandato
El presidente de Ghana ejercerá durante un mandato de cuatro años, renovable otro mandato (artículo 66). El presidente no podrá abandonar el país sin la autorización del Parlamento expresada a través del presidente de dicha asamblea (artículo 59). Si el presidente fallece, dimite o es apartado del cargo, será el vicepresidente quien ocupe su puesto cumpliendo el mandato presidencial restante desde la fecha de la vacancia  (artículo 60), una vez expirado este primer mandato, el vicepresidente podrá ser candidato para un solo mandato más. (artículo 60, apartado 7). En caso de que ni el presidente ni el vicepresidente estén en condiciones de ejercer sus cargos, será el presidente del parlamento de Ghana, si es en caso de muerte del presidente, se convocarán elecciones en tres meses (artículo 60, apartados 11 y 13).
El presidente podrá ser cesado por el parlamento nacional, se necesita dos tercio de los parlamentarios, en casos de violación de la constitución, conducta inapropiada para el cargo y que se vea afectado en sus condiciones físicas o mentales (artículo 69).

## Poderes
El presidente de la república tendrá derecho a dirigirse al parlamento en el debate del Estado de la Nación (artículo 67), además nombra a los miembros del Consejo de Estado, órgano consultivo del presidente (artículo 70), tiene prerrogativas de gracia (artículo 72), recibe la acreditación de los embajadores extranjeros (artículo 74) y es el encargado de que se cumpla la constitución y los tratados firmados por Ghana (artículo 75).
El presidente dirige la política nacional, preside el gabinete de gobierno (artículo 77), que le sirve de asistencia (artículo 76) y nombra y destituye a sus miembros (artículo 78). Además debe presidente el Consejo de Estado y el Consejo de Seguridad Nacional en calidad de comandante en jefe de las fuerzas armadas (artículo 83). En su relación con el parlamento nacional, el presidente puede rechazar los presupuestos presentados por dicha cámara (artículo 106) y puede disolver el parlamento (artículo 113).

## Lista de presidentes (1960-actualidad)
| Espectro político       |
| ----------------------- |
| CPP Militar PNP NDC NPP |

| Presidente de la República         | Presidente de la República | Presidente de la República           | Inicio                   | Fin                      | Partido                                                 | Elecciones |
| ---------------------------------- | -------------------------- | ------------------------------------ | ------------------------ | ------------------------ | ------------------------------------------------------- | ---------- |
| Primera República (1960-1966)      |                            |                                      |                          |                          |                                                         |            |
| 1                                  |                            | Kwame Nkrumah (1909-1972)            | 1 de julio de 1960       | 24 de febrero de 1966    | Partido de la Convención Popular                        | 1960 1965  |
| Segunda República (1966-1979)      |                            |                                      |                          |                          |                                                         |            |
| 2                                  |                            | Joseph Arthur Ankrah (1915-1992)     | 24 de febrero de 1966    | 2 de abril de 1969       | Militar (Consejo de Liberación Nacional)                | -          |
| 3                                  |                            | Akwasi Amankwaa Afrifa (1936-1979)   | 2 de abril de 1969       | 7 de agosto de 1970      | Militar (Consejo de Liberación Nacional)                | -          |
| —                                  |                            | Nii Amaa Ollennu (1906-1986)         | 7 de agosto de 1970      | 31 de agosto de 1970     | Independiente                                           | -          |
| 4                                  |                            | Edward Akufo-Addo (1906-1979)        | 31 de agosto de 1970     | 13 de enero de 1972      | Independiente                                           | -          |
| 5                                  |                            | Ignatius Kutu Acheampong (1931-1979) | 13 de enero de 1972      | 5 de julio de 1978       | Militar (Consejo Militar Supremo)                       | -          |
| 6                                  |                            | Fred Akuffo (1937-1979)              | 5 de julio de 1978       | 4 de junio de 1979       | Militar (Consejo Militar Supremo)                       | -          |
| Tercera República (1979-1993)      |                            |                                      |                          |                          |                                                         |            |
| 7                                  |                            | Jerry Rawlings (1947-2020)           | 4 de junio de 1979       | 24 de septiembre de 1979 | Militar (Consejo Revolucionario de las Fuerzas Armadas) | -          |
| 8                                  |                            | Hilla Limann (1934-1998)             | 24 de septiembre de 1979 | 31 de diciembre de 1981  | Partido Nacional del Pueblo                             | 1979       |
| (7)                                |                            | Jerry Rawlings (1947-2020)           | 31 de diciembre de 1981  | 7 de enero de 1993       | Militar (Consejo Provisional de Defensa Nacional)       | -          |
| Cuarta República (1993-actualidad) |                            |                                      |                          |                          |                                                         |            |
| (7)                                |                            | Jerry Rawlings (1947-2020)           | 7 de enero de 1993       | 7 de enero de 2001       | Congreso Nacional Democrático                           | 1992 1996  |
| 8                                  |                            | John Kufuor (1938-)                  | 7 de enero de 2001       | 7 de enero de 2009       | Nuevo Partido Patriótico                                | 2000 2004  |
| 9                                  |                            | John Evans Atta Mills (1944-2012)    | 7 de enero de 2009       | 24 de julio de 2012      | Congreso Nacional Democrático                           | 2008       |
| 10                                 |                            | John Mahama (1958-)                  | 24 de julio de 2012      | 7 de enero de 2017       | Congreso Nacional Democrático                           | 2012       |
| 11                                 |                            | Nana Akufo-Addo (1944-)              | 7 de enero de 2017       | 7 de enero de 2025       | Nuevo Partido Patriótico                                | 2016 2020  |
| 12                                 |                            | John Mahama (1958-)                  | 7 de enero de 2025       | Presente                 | Congreso Nacional Democrático                           | 2024       |